# Lijnden (Hollande-Septentrionale)
Pour les articles homonymes, voir Lijnden.
Lijnden est un village néerlandais d'environ 850 habitants situé dans la commune de Haarlemmermeer, dans la province de Hollande-Septentrionale. La commune est située à 10 km au sud-ouest d'Amsterdam.
Le village porte le nom de l'une des trois stations de pompage situées sur le territoire de la commune. Cette station de pompage permet d'évacuer l'eau du Hoofdvaart dans le Ringvaart.